# Station Wilmcote
Wilmcote is een spoorwegstation van National Rail in Stratford-on-Avon in Engeland. Het station is eigendom van Network Rail en wordt beheerd door West Midland Trains. 